# 增強
增強（英語：Reinforcement），或稱強化，是行为主义心理学中的一个重要概念，是关于理解和修正人的行为的一种学说。
心理学研究发现，人类或动物为达到某种目的，会于所处的环境下采取特定行为；当这种行为带来的某種反應或后果对他有利时，这种行为就会在以后重复出现，而該結果就稱為「增強物」；反之亦然，当其行为会对他带来不利时，这种行为就自然减弱或消失，个体对行为结果所产生的后续反应，就是以操作性条件反射进行的。而由于「增強物」的適時出現，增加了個體以後在相同情形下重複这种行为的機率，這表示「增強物」對於個體的反應起了增強作用。此種增強作用，即稱之為「增強」。
「增強」这一概念的提出源于美国心理学家愛德華·桑代克，后经约翰·布罗德斯·华生、克拉克·L·赫爾等人的发展、修订，到新行为主义代表人物伯尔赫斯·弗雷德里克·斯金纳达到了一定的理论高度并发扬光大。他们都认为增強作用是决定人和动物所作所为的关键因素，并可以用这种「正增強」或「负增強」的办法来影响行为的后果，从而修正其行为。

## 增強的類型

### 正增強与负增強

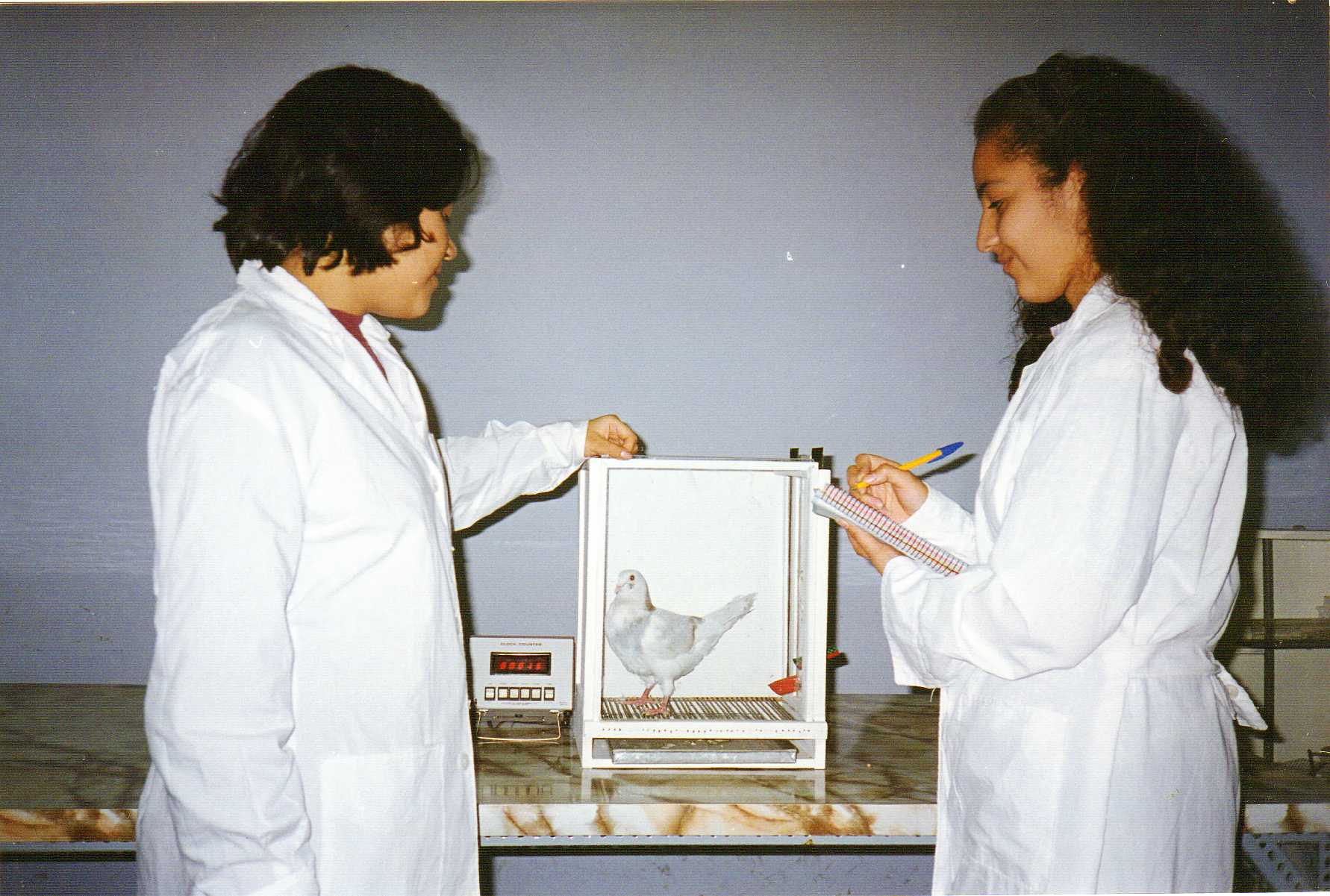
白鴿也是常用來實驗的動物之一。實驗者可提供穀殼（Grain）作為增強物。

行为的增強有2种类型：

#### 正增強
正增強，也称积极增強、正向增強发生于一件渴求中的事或物作为一种结果而呈现，而这一结果刺激了这一渴求。在進行某個行為之後，增加對象喜愛的（通常是愉快的）刺激，並使該行为的出現頻率增加。在斯金纳的实验中，以食物或糖水做為刺激，經由老鼠按下槓桿的行為來供給食物和糖水，造成老鼠按下槓桿的頻率增加。
- 例一：老鼠按下一个按钮会得到奖励，因而老鼠更频繁地按下按钮，越来越多的奖励增加了其按下按钮的次数，因而正增強了其按按钮的行为。
- 例二：女儿收拾玩具则父亲给糖，如果女儿确实收拾玩具因而变得更勤快了，则糖是正增強物，正增強了收拾东西的行为。
- 例三: 公司依照员工销售业绩多少进行对应奖励，业绩高则奖励多，员工因此销售更勤快、更高效，则雇主收到正增強的效用。[1]:253
- 例四：自閉症兒童在與別人溝通時，眼睛看著別人就說：「做得好」。

#### 负增強
在進行某個行為之後，減少對象厭惡的（通常是不愉快的）刺激，並使該行為的出現頻率增加。在斯金纳的实验中，以噪音作為刺激，經由老鼠按下槓桿的行為來停止噪音，造成老鼠按下槓桿的頻率增加。
- 例一：父母反复唠叨叫孩子打扫卫生后，孩子为了避免前述情况的发生而打扫卫生。此处，父母的唠叨是孩子想要避免的事件，因而负增強了孩子打扫卫生的行为。
- 例二：一个人用某品牌止痒软膏止蚊子叮咬痒，若止痒效果好，则此人更有可能继续购买使用该软膏，蚊子叮咬引起的瘙痒则是其中的负增強物，负增強了其购买行为。
- 例三: 公司规定员工布置的业绩进度如在周五前完成则可在周六休假。周六还要上班这一结果是负增強物，是大家所不愿意见到的，因而促进了公司的提升，这一过程则为一个负增強的过程。[1]:253

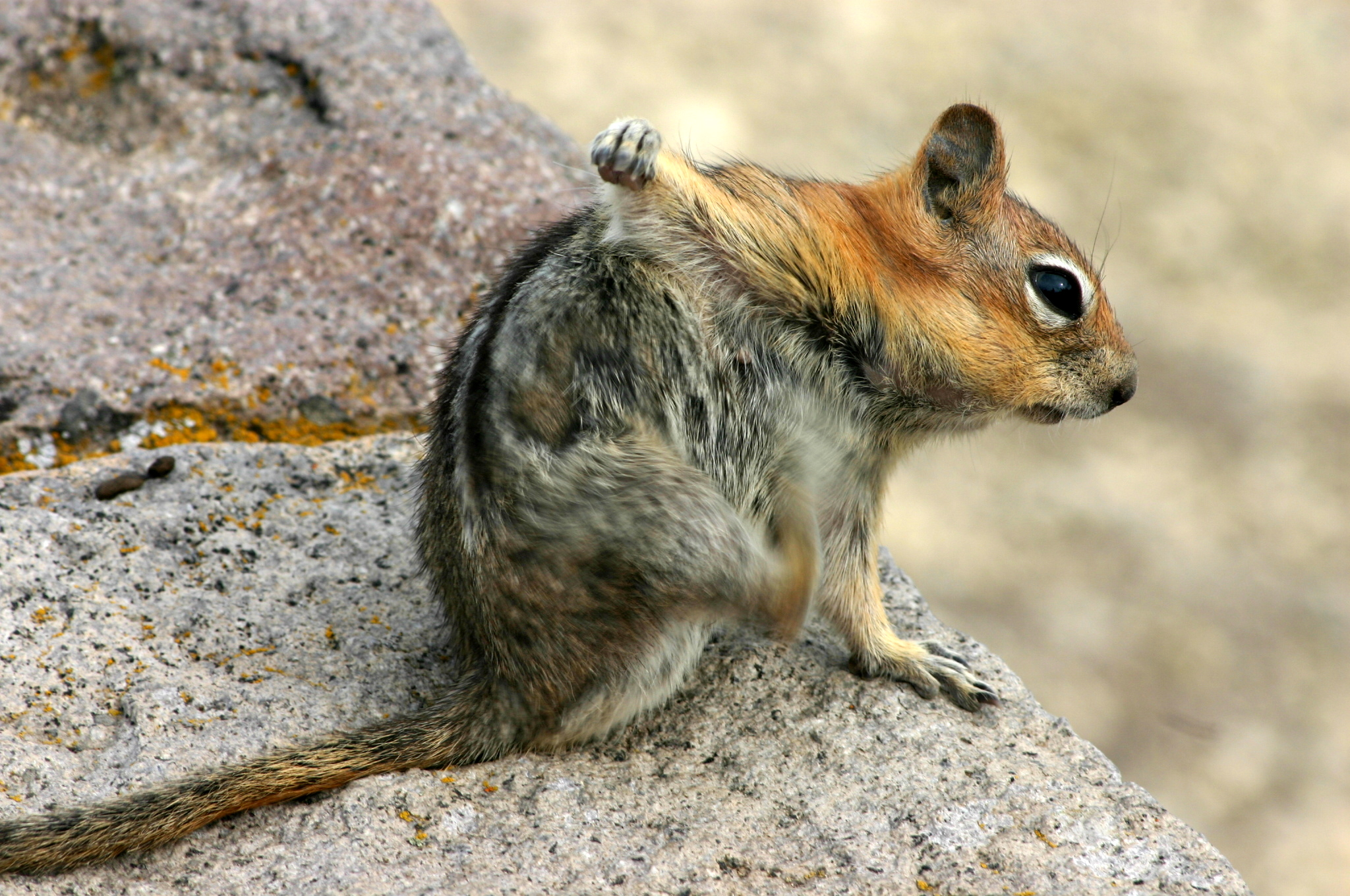
抓癢是一種负向增強

辨別正向與負向是個重要的問題。舉例來說，對一個非常熱的房間而言，來自外界的氣流是正向的，因為它帶來了相對涼爽的空氣；但是它也同時是負向的，因為它帶走了原本的熱空氣。有一些增強物可以同時以正向和負向作控制，例如一個毒癮者以吸毒來增加興奮和擺脫戒毒症狀。另一個例子是進食，進食增加了愉悅感同時移除了飢餓的感覺。直到現在，許多行為心理學家以不帶對立性（Polarity）的增強和懲罰來包含所有的環境變化。
負向增強有兩種形式：第一種是逃脫制約，指令人厭惡的刺激出現，而作出行為去減少這些厭惡的刺激，例如抓癢或按下鬧鐘的按鈕。而另一種則叫迴避制約，指在目標為了避免出現厭惡刺激的行為，例如爲了避免飢餓而進食，或是為了避開塞車而改變路徑。
迴避學習（avoidance learning）是一種學習模式，指某種行為能夠造成一些令人厭惡的刺激停止。例如在大太陽下遮住眼睛，可以避免接受刺眼的陽光。

### 惩罚
惩罚是指用來減少、減慢、移除不想要的行為，這類技巧叫做行為減少器（英語：behavior decelerator）:20。與增強相同的是，被懲罰的是行為而不是動物本身。只有知道一個刺激對於行為出現頻率的效果時才能確知它是否為懲罰。
- 正向懲罰，又稱第一型懲罰[3]，實驗者在環境中增加令人厭惡的刺激，以對行為進行懲罰。例如在某個行為之後，以电击或噪音作為刺激，造成該行为出現頻率減少。
- 負向懲罰，又稱第二型懲罰[3]，亦可稱omission，是將環境中的正向增強減少。例如拿走食物盤，或在小孩進行某個行為之後，以拿走小孩的玩具作為刺激，造成小孩進行该行为的頻率減少。

與增強一樣，辨認一個懲罰不經常需要提到它的正向或負向。而兩種的懲罰分別在引入一個新的事物，如責罵，而另一個移除已有的東西事物，如罰款。另外，雖然Skinner認為惩罚只是一個「短暫的壓抑」（temporary suppression），即惩罚不是百分百相對於增強，但實驗卻顯示兩種方法效果一樣，最重要是施行即時性與一致性就可改變行為:37。另外，某些行為心理學家認為懲罰是一個「初級過程」，也就是完全獨立的學習現象，與增強有所區別。有些人認為它是負向增強的一種分類，創造任何一個造成迴避懲罰行為（甚至不作反應）的狀態可看成是一種增強。

#### 懲罰的缺點
在行為改變上，雖然懲罰與增強一樣有效，但是懲罰亦帶來不少副作用：
1. 情緒上會令到目標恐懼、生氣，甚至令目標變得焦慮[8]。
2. 懲罰除了控制特定行為，也一併影響所有其他行為。例如，一個學生問了一條問題，老師說了：「這條問題真蠢」。雖然該老師最初只想減少學生少問蠢問題，但是反而無論好與壞，令到該學生都不再問問題。
3. 比起增強，懲罰需要經常去監視目標行為。例如，小孩子若因為幫忙做家務受到獎勵，他會主動去做家務。而且最重要他讓家長知道，好待父母來給予想要的獎勵。相反，若他因為不幫忙做家務而受到懲罰的話，家長就需要經常去檢查兒子，因為小孩不會主動告訴父母自己沒有家務 （concealment） 而想受罰。
4. 懲罰令到目標想離開該學習環境，好像學生會因為老師的懲罰而扮病不願上學。
5. 懲罰令到目標更暴力[9]。好像監牢的囚犯會襲擊其他囚犯或監牢人員。也易令懲罰使用者誤用權力。
6. 因為懲罰習慣化（英语：Habituation）而通常使用強度要越來越大。

#### 代替懲罰
- 避免反應（Response Blocking）：改變環境令到目標不能作出反應。例如精神病人被捆綁起來，防止作出傷人的行為。安全眼鏡用來避免有發展障礙的人捅自己的眼睛[10]。
- 消弱（extinction）：麻煩行為的發生有時候是因為有正向增強物支持下導致。例如在小朋友調皮研究的發現，小朋友作出行為失當是因為想得到家長的關注[11]。只要父母關心小孩（withdraw reinforcer）就可以減少上述問題。在另一個研究中，比較老師如何訓斥調皮學生的方法，發現老師如果偷偷細聲地罵會比公開大聲地斥責學生討厭的行為，學生反而減少一半他們的不好行為[12]。換言之，責罵其實是一種增強物。在其他研究治療一些強逼症行為也發現病患不斷重覆傷害自己身體是因為怕失去了照顧者的倍伴[13]。
- 差别性增強（Differential Reinforcement）：只對個別目標行為增強[14][15][16]。好處是除了讓目標知道他們不應做甚麽，也同時教導他們甚麽可以或應該去做[2]:25。
  1. 不相容行为的差别性增強（DRI）：在沒有懲罰的情況下增強特殊的不相容行為，這種方法用來减少已經频繁出現的行为，例如一個人不可能同時離開房間並在房間裡與某人打架，或獎勵小朋友安靜地坐在座位而減少其在課室走來走去或不騷擾其他同學[17]。
  2. 其他行为的差别性增強（DRO）：增強非欲消除行為之外的任何其他行為，例如想讓小朋友減少玩電腦遊戲則可改為增加他温習的鼓勵。
  3. 低反应率差别性增強（DRL）：只增強出現頻率低（較少出現）的行為，例如想讓小朋友安靜下來就獎勵小朋友由每隔2小時至每隔4小時才大聲叫囂。對應高反应率差别性增強（DRH）
  4. 交替行为的差别性增強（DRA）：將增強物用在較為認可的行為，而不是欲消除的行為上。通常家長想減少不想要行為，告訴小孩甚麽不可以去做，但很少會教他們甚麽是可以做。DRA就是透過獎勵目標一些其他好的行為，讓更多好的行為去 代替 不好的[18]。例如老師將更多的注意力放在坐著的學生，而不是在課堂上說話的學生（假設老師的注意力是一種增強）。
- 無條件增強（Noncontingent reinforcement）：不用要求要先做甚麼都能得到回報[19]。例如老師每隔一回就關心一下其自閉症學生，不用學生做甚麽就有更大機會減少學生的問題[20]。
- 暫停（英语：Time-out (parenting)）（Time-out或In-school suspension）：類似負向懲罰，當目標出現不想要的行為，將其帶離其原本愉快環境[21]，如另一間沒人的房間[22]。

## 增強程序

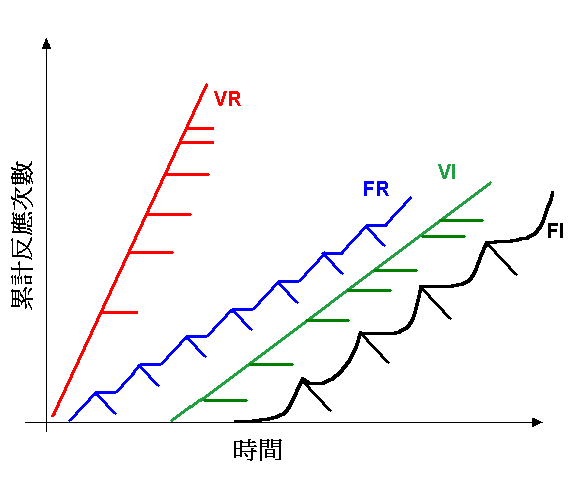
各種增強項目的不同反应行為比率，以支線標示各個特定增強物。

當動物所處環境中夠多的變因被減少或是被控制時，他們在增強後的行為型態將明顯的能夠被預測。甚至當增強的速率適應於特定方法時，非常複雜的行為也能夠被預測。增強程序是用來測定將被增強的反應（特定行為的單獨出現）的計畫。有兩種極端情況，一種是連續增強，指增強所有反應；另一種是消弱，指沒有反應被增強。
固定比率增強（Fixed ratio schedule，簡稱{\displaystyle FR}）每固定次數反應都被增強，如每20個反應提供老鼠一個小食，或者工人每做100件門鉸就有$500。例子：按销量核算佣金收入。
固定时距增強（Fixed interval schedule，簡稱{\displaystyle FI}）從訓練開始或先前一個增強之後經過特定時間長度之後增強，假設在這段期間至少有一次反應出現。例子：每月奖金制度。
变动比率增強（Variable ratio schedule，簡稱{\displaystyle VR}）在不同的反應次數增強，有一個大約的平均值，例如老虎機不知道中獎機會、升迁制度。
变动时距增強（Variable interval schedule，簡稱{\displaystyle VI}）在經過一段不固定的時間之後增強，有一個大約的平均值，並假設在這段期間至少有一次反應。例如查看郵箱，不知道何時會有重要的信件或垃圾郵件，因為無法預測，所以會產生一個穩定的檢查行為。例子：按绩效考核的特别奖项或收入。
比率程序能夠比間隔程序產生更高的反應頻率。變化程序也比固定程序產生更高的反應頻率。變化比率程序產生較高的反應頻率，且對消弱有較大的抵抗力，賭博是變化比率程序最有代表性的例子。在固定比率程序中，在增強之後會有一段反應暫停時間，稱為後增強暫停，在圖表上呈階梯狀。固定間隔程序也有後增強暫停，但是在圖表上呈現的是扇型。由於在已消逝的時間並沒有增強刺激，因此對象學會了以平緩的速率反應。如果生物個體是一個固定比率程序的對象，會有一個爲獲得增強的行為的次數的瞬間增加，然後生物個體被觀察到在增強來到之前有一段周期性的暫停。這種現象被稱為比率彎曲，對照在圖形上的順序為後增強暫停、比率上升、增強。

### 間歇性增強
比起每做一個行為就有獎勵，與持續性增強（continous reinforcement）不同的是，間歇性增強（intermittent）指每一個反應都不一定有結果。例如，在教育應用中，當目標學生學到想要他們做的行為後，老師可以偶爾稱讚他。與賭徒上癮的邏輯相同，因為透過不能確定何時有回報，時不時的回報會鼓勵賭徒，令該行為更難消失 （resistant to extinction）。目標習慣了有時會沒有獎勵（賭徒則沒有中獎）但不是永遠沒有機會（會贏錢的）。換言之，持續性增強的效果雖然快，但是快來也快去，所習得的行為也很快。

### 不完全的增強程序
考慮消弱的影響，不完全的增強程序比起連續性的增強程序有較大的抵抗力，這種現象稱作不完全增強消弱效應（英語：Partial reinforcement extinction effect，簡稱PREE）。比率程序則比間隔程序更具抵抗力，而變化程序也比固定程序更有抵抗力。假說如下：
1. 分辨能力：不能輕易分出該行為才會有反應（如贏錢）[23]
2. 挫折影響：像失敗乃成功之母，必須持續進行某行為才能最終得到獎勵。而減少挫折的感覺變成增強賭徒繼續去賭的原因，不再太關乎有否賺錢。
3. 開始次序：一開始有大量成功的經驗（如贏錢），即使之後明顯少了成功仍繼續會
4. 回應單位：其實根本沒有不完全的增強程序，只是回應單位的分別（如1單位可以是10單位反應，也可以100單位反應）

### 同時幾個增強程序

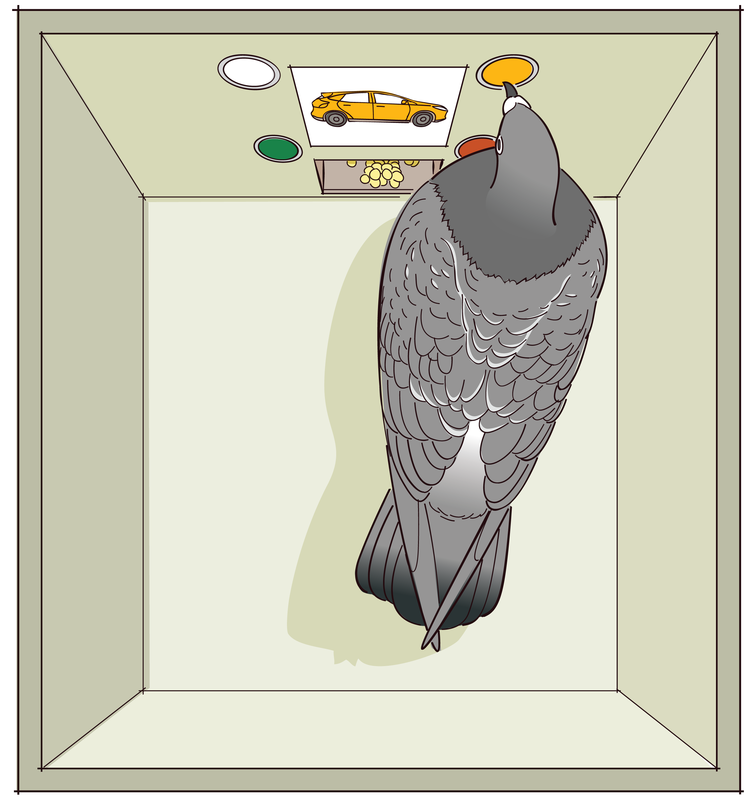
同時提供2個選擇給鴿子去選擇

併行程序（英語：Concurrent schedule）指多個相對的（alternative）增強程序同時存在，程序間有不同的反應與增強物。試想像一個人在家庭與事業之間要取得平衡，當他投放更多精力在其中一樣會有相應的正面回報（如維繫更多時間在家庭上則與家人關係更好，或專攻事業就有更多財政回報）。在匹配律中，當面對同時多個可行的選擇時的可能反應（自由意志），如在理查德·赫恩斯坦的實驗中白鴿要去按兩個其中一個按鈕，但按多久而帶來食物都不同，而他則研究當有兩個增強時，如何分配自己的反應是兩者上。若某增強的回報比另一個多，當然目標會根據回報調整自己的反應策略。這個方程就是用來評估反應的偏好。這也可以預測小孩與父母的較量。像經濟學中的代替品，除了所施放的增強物，現實中亦可能有多個增強物影響對目標增強的果效（英語：Reinforcement relativity）。

### 影響增強程序因素
某些因子的增加和減少，能夠改變增強和懲罰刺激的效果，例如：
1. 增強物的質與量：一般越多越容易增強某行為。一個刺激的效果也與成本效益有關，刺激的數量或是大小若是足夠，對行為的刺激效果較大。例如特別龐大的樂透獎金，將使人願意付出金錢和時間去購買彩券，如果獎金很少，可能不足以使人特地開車出門購買彩券。需要注意的是，在樂透的例子中除了獎金之外也存在懲罰（花費時間和金錢），行為是否表現，取決於增強和懲罰是否達到平衡。或某人給予$1000與$1去要求別人做事，正常來說前者會吸引（重賞之下必有勇夫）。這些改變效果的因子大多有生物學上的理由。生物個體的體內恆定可以用來解釋滿足感，例如生物個體需要補充糖類的時候，則糖的甜味會成為一個增強刺激；當生物體內的血糖濃度升高，甜味的刺激效果就會降低，甚至產生厭惡感。而不同的增強物對不同目標亦有不同的效果，只有投其所好[30]才能令增強效果更顯著。另外，當孩子長大後，不建議予一些實質的增強物，反而透過一些非物質（nontangible）的增強物會更好。例如：給多他們看最愛遊戲的特權、讚賞等。
2. 附帶性：如果一個刺激並非總是伴隨在行為之後，則刺激的效果將減少；如果一個刺激確實的附帶在每一次行為之後，刺激的效果較大。例如當一位學生習慣遲到，而對於遲到的處罰是偶然性的，並非每次遲到都會處罰，則處罰的效果不如每次遲到都處罰的效果。而加強目標反應則需要讓將所做帶來的結果明顯清楚（explicit），例如老師應說「你要安靜地坐在你的坐位」[31]而不是「你要乖些」或「你要考到超過70分」而不是「你要努力學習」[32]。
3. 增強延遲：個體進行一個行為過後，刺激回饋的立即性[33]，會影響刺激的效果。行為與刺激的間隔愈短，效果愈大。例如一位在公路上超速的駕駛，若在一周之後才收到罰單，那麼此罰單的效果將不如警察立即攔阻開罰單的效果。或要工作多久才會成功變得富有。這些叫做continous reinforcement，即指每當觀察到目標有想要的行為，就要盡快立即給予相應的後果。
4. 回應難度：如多容易就可以得到金錢，或若做好事做有多些分而獲得小禮物，那做了壞事就扣分（response cost）[34][35]。
5. 行為慣性（英：Behavioral momentum）：當人們習慣了經常有回饋後，即使之後沒有回饋仍會較大機會做該反應。如退休後仍繼續工作[36]。或者在戒毒治療方面，戒毒人士得容易會復發再吸毒，因為舊有藥物的帶來的增強效果而令更難改變行為[37]。
6. 規則化：一些已知的規則比起偶然發生的事難改變行為。例如小朋友在文法書上學習英文會比直接從外國人身上學英文難[38]。或者預先的指示會影響人們如何回應[39][40]。
7. 增強歷史：有過去經驗而對比到未來會如何（behavioural contrast）。如墨西哥人移民到美國後預計未來會有錢而努力工作 （positive contrast），或者經常發夢未來會變成富翁而現在懶散不工作（negative contrast）。
8. 滿足感，也可稱為厭膩感：刺激的效果與動物個體對該刺激的胃口有關，個體對刺激的慾望愈大，刺激的效果也愈大；如果某動物個體已經對某個刺激感到滿足或是厭膩，那麼該刺激將不再有效果。例如食物對一隻已經被餵飽的狗，鼓勵的效果很小。

其中立即性和附帶性能夠以神經化學來解釋，當生物個體受到增強刺激，則大腦中的多巴胺通道將被活化，這些通道組成的網路釋放短暫的多巴胺脈衝到許多樹突，因此散發增強刺激訊號到突觸後神經元。造成剛被活化的突觸對輸出訊號的感應加強，因此造成增強刺激之前的行為的出現機率增加。在統計學上顯示對行為的增強刺激成功。然而當增強刺激的立即性和附帶性減少，多巴胺對突觸的影響能力也會減少。

### 增強物類型與作用

#### 類型
- 非制約增強物 有时称为初級增強物 （primary reinforcer），以天生固有 （inherited） 的增強，作為一個刺激或狀態，通常具有生物學上的理由（如愛、食物或睡眠机会）。
- 制約增強物，有时称为次級增強物（secondary reinforcer），一種需要與非制約增強物或更早成型的制約增強物（如金錢）許多次的同時出現的刺激或狀態。在古典制約中，稱為二級制約，如「稱讚」。
- 普通增強物（generalized reinforcer） 一種過去曾与其他許多增強物同時出現的制約增強物（如金钱）。
- 實質增強物（concrete reinforcer）一種真的摸得多的物件，如零食、玩具和貼紙。對較年幼的小朋友很有效[42]。
- 社交增強物（social reinforcer）透過一些手勢或動作來回饋目標其行為。例如老師給學生一個笑容、更多注意力或者稱讚[43][44][45]。
- 活動增強物（activity reinforcer）指目標有機會做他們想做的事[46]。參見普墨克原則。
- 內在增強物（intrinsic reinforcer）指目標不需靠上述的外再鼓勵，而是從心影響自己去做某行為。

#### 用途
這些增強物主要用來
1. 增加增強價值，令到更渴求該獎賞而加強增加效果。
2. 提供訊息，讓目標知道該回應是應該去做的，例如白鴿在實驗中完成指定動後有相應顏色的小燈閃耀。
3. 標記，突出該回應是意義的，例如給小朋友一個小貼紙。
4. 連結，讓回應與獎賞更易連結起來。

## 塑型
塑型（英語：Shaping）影響了增強的成功，增加訓練者所要求的精確的近似反應:30。例如爲了訓練一隻老鼠按下槓桿，可將身體轉向槓桿作為第一個步驟，並增強這個動作。在訓練過程中，對象的所增強的行為會愈來愈接近訓練者的要求。譬如跑步選手最初訓練只有0.4個單位速度，第二次去到0.8個單位速度，第三次0.7，第四次有0.6，第五次0.9⋯⋯不斷訓練後最終有1個單位速度。在改變病患行為也有應用，好像一個有嚴重呼吸病的8歲兒童只肯戴上口罩只有5秒，在不斷鼓勵下，他最終戴上了40秒。

## 連鎖
連鎖（英語：Chaining）將分散的幾個行為連結成一個系列（塑型只處理一個行為），每一個行為造成的結果，都是對上一個行為的增強，與對下一個行為的刺激。有許多連鎖的教導方式，如前進連鎖，從連鎖的第一個行為開始；後退連鎖，從最後一個連鎖開始；與全作業連鎖（total task chaining），將所有的行為從頭到尾教完，而不是以一系列的步驟。以打開一個被鎖的門為例，首先將鑰匙插入，然後轉動，然後門打開。完成前一個要求，能作差別性刺激物（Sd）來讓目標知道自己完成該步驟。
三者差異如下:19:
- 前進連鎖：將首先教導對象首先插入鑰匙，直到這個動作熟練。之後對象會被要求插入鑰匙，並教導轉動鑰匙，直到轉動的動作熟練。然後教導將門打開。
- 後退連鎖：訓練者先自己插入並轉動鑰匙，然後再教導對象開門。當開門動作熟練，訓練者自己插入鑰匙，並教導對象轉動鑰匙，然後對象開門。最後教導對象插入鑰匙，並由他們自己轉動和開門，第一個動作學會的時候，所有的動作都學會了。
- 全作業連鎖：將所有步驟作為單一系列來教學，在每個步驟中提示對象，並在熟練的過程中同時減少提示。

## 爭議

### 理據
增強的理論被批評為循環論證。爭論點在於這種循環定義:「增強物是造成增強效果的東西，而有增強效果的東西是增強物。」而薛菲爾德（F. D. Sheffield）建議定義改為「附帶在反應上的完成行為（consummatory behavior contingent on a response）」，但這種定義尚未被心理學廣泛使用。而有些同行亦批評其理論多是事後孔明，不是科學界想要的「預測」。另外，增強理論暗示了人們只能被動地回應環境的變化，忽略人的創意、動機與社會因素的影響。這個理論也不能很好地解釋人的犧牲自己而令其他人得益的利他行為。

### 字眼
1920年代俄国心理学家巴甫洛夫可能是首先在行為方面使用「增強」一詞的人，但是他保守地使用俄語中近似的词语，且用这一词语來指增強一個已學習但較弱的反應。他的这一用法與今天選擇並增強新行為的意義不同。巴甫洛夫也使用了俄語中的消弱（extinction）一词作近似於現今的使用。
在一般大眾的使用中，正向增強經常當作報償的同义词來使用，且針對人而不是行為。負向增強則經常被一般人，甚至非心理學領域的社會學者用來指懲罰。雖然與專業上的用法不同，但是斯金納在他1938年的書中如此使用该词语首开先河。在1953年，他才跟隨其他人，減少了厭惡刺激的含义的使用。
在學術界也有學者認為正向與負向這個說法有點難去判斷一個刺激物是否移除還是提供。例如，Iwata則問了一條問題「温度變化中，是提供冷氣，還是移除熱氣？」:363。換言之，增強可以因為改變前的情況代替改變後的情況，令到某行為跟隨這變化而增強。

## 實驗工具
- 斯金納箱（英語：Skinner Box）：一個高度控制的動物實驗箱
- 穿梭箱（英語：Shuttle boxes）：一個實驗箱子分成兩個房間，其中一間地面會通電，目標要學會離開 （shuttling） 原本房間來避免電擊[55][56]
- 累積記錄器（英語：Cumulative recorder）：一種用來記錄目標學習曲線，例如老鼠每按一次槓桿 （level-pressing）或者鴿子啄向按鈕時，像地震儀般的機器上的筆會移動，從而記錄軌跡[57][58]，並記錄何時提供增加物[59]。

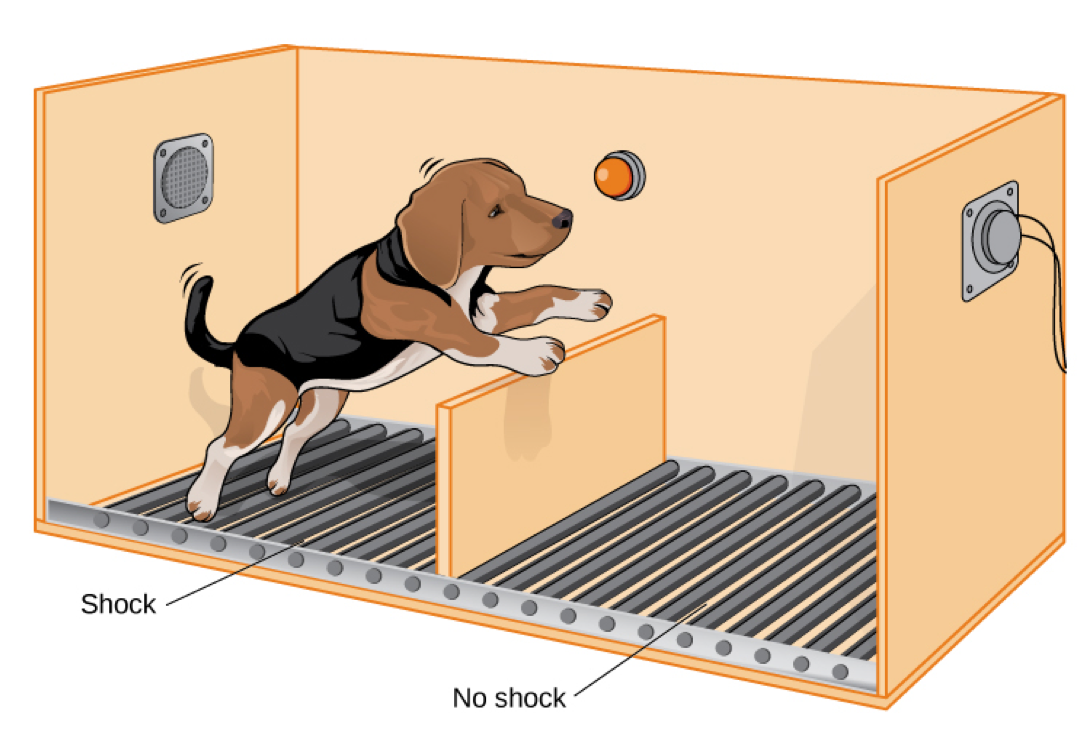
一個穿梭箱來令到狗變得習得性無助
斯金納箱：目標動物按了紅制後會有食物。也可以用噪音或電擊影響動物反應

## 應用
現實中有不少的例子應用了增強與懲罰這個操作制約原則，例如以下：
- 代幣酬賞制（英語：token economy）：如當病患保持良好行為就給予或交換其想要的東西[60]。例如戒煙者可以透過網上定期上載其沒有吸煙的證據來獲得一些代用券[61]。
- 父母管理訓練：父母管理訓練是系列性的治療方案，教授家長正向增強的一些方法，來改善學齡前兒童及學齡兒童的行為情形（如過動、易怒、難以遵照指令等）[62]。
- 騎滑板的小雞動物訓練（英语：Animal training）：動物訓練員用一些針對性的指令或賞罰回應來配對目標動物的行為，例如透過使用一個發聲的響片訓練[63][64]來讓動物知道其行為是否正確。另外也常用在訓練服務類動物，如導盲犬。

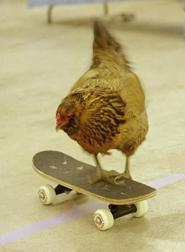
騎滑板的小雞

- 讚頌 ：在操作制約中，這個可以是正向增強，用來令目標增加更多想要的行為。在學校理境中，老師用稱讚方法可以提升學生的學業表現[65][66]。這也可提升人們的工作表現[66]。就是不是受讚的人，附近的人通過觀察，例如我的同桌同學做了這件事而讚賞，他們也會跟隨增強行為[67]。與其他方法效果差不多，不過最重要的是要在目標好的行為出現後，家長要盡快讚賞，並明顯地說明他們因為甚麽而受讚[68]。
- 應用行為分析：在自閉症兒童行為訓練[69][70]，治療師用手指著自己的口，以提示（prompt）來讓目標做更多社交溝通行為後，再以消退（fading）減少此類提示，改以簡單的碰一碰患者的面[71]。
- 運動技能學習：如何透過不同的回饋來讓人學到技能（如彈琴、打球等）。
- 條件合同（英语：Contingent contract）：透過互給對方條件來解決婚姻關係問題，好像幫對方做一些事（lists the duties）就可以有甚麼回報或特權[72]，來改善夫婦間關係，也能知道對方需要甚麽[73]。這也是種認知行為療法（CBT），讓到雙方討論出問題所在。
- 遊戲成癮：在電子遊戲中，遊戲發行商傳統賭場的老虎機誘使賭客繼續下注的策略（即上述的變化比率增強），用虛擬抽獎這種變幻莫測方法來讓玩家從抽獎中贏得稀有獎品而墮入強制循環（英语：Compulsion loop）的慣性中，而不少抽獎都會加入對結果沒有影響的互動元素令玩家以為抽獎過程需要運用個人技巧[74][75]